# Colin Healy
Colin Healy (ur. 14 marca 1980 w Cork) – piłkarz reprezentacji Irlandii, obecnie gra w drużynie Ipswich Town.